# Kankuria
Kankuria is een census town in het district Murshidabad van de Indiase staat West-Bengalen.

## Demografie
Volgens de Indiase volkstelling van 2001 wonen er 27.372 mensen in Kankuria, waarvan 50% mannelijk en 50% vrouwelijk is. De plaats heeft een alfabetiseringsgraad van 31%.